# Diócesis de Kaga-Bandoro
La diócesis de Kaga-Bandoro (en latín: Dioecesis Kagiensis-Bandorensis y en francés: Diocèse de Kaga-Bandoro) es una circunscripción eclesiástica de la Iglesia católica en la República Centroafricana. Se trata de una diócesis latina, sufragánea de la arquidiócesis de Bangui. Desde el 27 de septiembre de 2015 su obispo fue Tadeusz Kusy, de la Orden de Frailes Menores. El 5 de septiembre del 2024 el Papa Francisco nombra al nuevo obispo el sacerdote costarricense Víctor Hugo Castillo Matarrita, Misionero Comboniano del Corazón de Jesús (MCCJ)

## Territorio y organización
La diócesis tiene 95 000 km² y extiende su jurisdicción sobre los fieles católicos de rito latino residentes en las prefecturas de Bamingui-Bangoran y Kémo y en la prefectura económica de Nana-Grébizi.
La sede de la diócesis se encuentra en la ciudad de Kaga-Bandoro, en donde se halla la Catedral de Santa Teresa del Niño Jesús.
En 2021 en la diócesis existían 11 parroquias.

## Historia
La diócesis fue erigida el 28 de junio de 1997 con la bula Cum ad aeternam del papa Juan Pablo II, obteniendo el territorio de la arquidiócesis de Bangui.

## Estadísticas
Según el Anuario Pontificio 2022 la diócesis tenía a fines de 2021 un total de 114 314 fieles bautizados.
| Año                                                                             | Población            | Población | Población      | Sacerdotes | Sacerdotes    | Sacerdotes    | Bautizados por sacerdote | Diáconos permanentes | Religiosos | Religiosos | Parroquias |
| Año                                                                             | Bautizados católicos | Total     | % de católicos | Total      | Clero secular | Clero regular | Bautizados por sacerdote | Diáconos permanentes | Varones    | Mujeres    | Parroquias |
| ------------------------------------------------------------------------------- | -------------------- | --------- | -------------- | ---------- | ------------- | ------------- | ------------------------ | -------------------- | ---------- | ---------- | ---------- |
| 1999                                                                            | 73 274               | 666 185   | 11.0           | 13         | 11            | 2             | 5636                     |                      | 3          | 13         | 8          |
| 2000                                                                            | 50 437               | 230 420   | 21.9           | 10         | 8             | 2             | 5043                     |                      | 4          | 19         | 8          |
| 2001                                                                            | 50 437               | 230 420   | 21.9           | 13         | 10            | 3             | 3879                     |                      | 4          | 19         | 8          |
| 2002                                                                            | 50 437               | 230 420   | 21.9           | 14         | 10            | 4             | 3602                     |                      | 7          | 19         | 8          |
| 2003                                                                            | 50 437               | 230 420   | 21.9           | 13         | 10            | 3             | 3879                     |                      | 6          | 19         | 8          |
| 2004                                                                            | 60 200               | 230 420   | 26.1           | 13         | 10            | 3             | 4630                     |                      | 3          | 15         | 8          |
| 2006                                                                            | 76 809               | 233 000   | 33.0           | 15         | 12            | 3             | 5120                     |                      | 5          | 15         | 8          |
| 2011                                                                            | 83 400               | 246 600   | 33.8           | 21         | 18            | 3             | 3971                     |                      | 3          | 16         | 10         |
| 2013                                                                            | 92 406               | 256 000   | 36.1           | 21         | 17            | 4             | 4400                     |                      | 5          | 19         | 11         |
| 2016                                                                            | 99 030               | 287 000   | 34.5           | 24         | 22            | 2             | 4126                     |                      | 3          | 5          | 11         |
| 2019                                                                            | 110 500              | 299 610   | 36.9           | 29         | 26            | 3             | 3810                     |                      | 3          | 9          | 11         |
| 2021                                                                            | 114 314              | 313 314   | 36.5           | 30         | 27            | 3             | 3810                     |                      | 3          | 10         | 11         |
| Fuente: Catholic-Hierarchy, que a su vez toma los datos del Anuario Pontificio. |                      |           |                |            |               |               |                          |                      |            |            |            |

## Episcopologio
- François-Xavier Yombandje (28 de junio de 1997-3 de abril de 2004 nombrado obispo de Bossangoa)
- Albert Vanbuel, S.D.B. (16 de julio de 2005-27 de septiembre de 2015 renunció)
- Tadeusz Kusy, O.F.M., por sucesión el 27 de septiembre de 2015